# Round Rock (Arizona)
Round Rock (Navajo: Tsé Nikání) ist ein Census-designated place im Apache County im US-Bundesstaat Arizona. Das U.S. Census Bureau hat bei der Volkszählung 2020 eine Einwohnerzahl von 640 ermittelt.
Round Rock hat eine Fläche von 36,8 km². Die Bevölkerungsdichte liegt bei 18 Einwohnern je km². Die Siedlung befindet sich auf einer Höhe von 1628 m.ü.M und am U.S. Highway 191.